# Débété
Débété est une localité du Nord de la Côte d'Ivoire, et appartenant au département de Tengréla, district des Savanes. La localité de Débété est un chef-lieu de sous préfecture .
Cette localité a, en son sein, plusieurs langues dont la principale qui est le Gbandjé .